# Valeria Parrella
Valeria Parrella (ur. 1974 w Torre del Greco) – włoska pisarka i dziennikarka, autorka sztuk teatralnych zamieszkała w Neapolu.

## Życiorys
W 2005 jej zbiór opowiadań zatytułowany Za otrzymane łaski (wł. Mosca più balena) był nominowany do Premio Strega, oraz zdobył Premio Renato Fucini (za najlepszy zbiór opowiadań). W 2008 wydała debiutancką powieść pod tytułem Lo spazio bianco, która została nagrodzona Premio Letterario Basilicata, a na jej bazie nakręcono film pod tym samym tytułem (reżyseria: Francesca Comencini) wyświetlany na 66. Międzynarodowym Festiwalu Filmowym w Wenecji. Zdobyła dzięki temu w 2010 Premio Tonino Guerra dla najlepszej postaci na Międzynarodowym Festiwalu Filmowym w Bari. W 2020 była nominowana do Premio Lattes Grinzane.
Jest współpracownikiem czasopism La Repubblica oraz L’Espresso. Prowadzi też własną rubrykę autorską w magazynie Grazia.
Do 2022 opublikowała trzy zbiory opowiadań, a także osiem powieści. Napisała również kilka sztuk teatralnych. Jej książki przetłumaczono na jedenaście języków (w tym Za otrzymane łaski w tłumaczeniu Katarzyny Skórskiej na język polski).
Według czasopisma Il Giornale, jej twórczość to wyjątkowy przykład intelektualnej dojrzałości i uczciwości.